# Уједињена Краљевина Низоземска
Уједињена краљевина Низоземска или Краљевина уједињене Низоземске (1815—1830/1839) је било неслужбено име које се односило на нову уједињену европску државу, која је настала од делова Наполеоновог царства за време Бечког конгреса 1815. године. Та држава службено се звала Краљевина Низоземска, а састојала се од:
- бивше Низоземске републике (Републике уједињених провинција)
- бивше Аустријске Низоземске
- бискупија Лијеж

Династија Орање-Насау је давала краљеве за ново краљевство.
Идеја Бечког конгреса је била да се створи јача држава северно од Француске, која ће представљати противтежу француским амбицијама у том смеру. Међутим држава се није дуго одржала, јер су се јужне провинције одвојиле 1830. године и формирале Белгију. Белгијска независност није формално призната све до 1839. године. Од 1839. године преостали део носи данашњи назив Краљевина Холандија. Великим војводством Луксембурга владала је кућа Орање-Насау до 1890, када је умро Вилијам III од Низоземске. Пошто женски чланови нису могли да наслеђују због Салијског закона, Луксембургом од тада влада кућа Насау-Вајлбург.
Уједињена краљевина Низоземска распала се 1830. године после белгијске револуције, када је створена независна Белгија. То ново фактичко стање није било признато девет година, све до 1839. године.